# 揚斯敦 (喬治亞州)
揚斯敦（英語：Youngstown）是位於美國喬治亞州尤寧縣的一個非建制地區。該地的面積和人口皆未知。

## 地理
揚斯敦的座標為34°52′47″N 83°58′44″W / 34.87972°N 83.97889°W，而該地的平均海拔高度為571米（即1873英尺）。